# Коник-товстун степовий
Коник-товстун степовий (Callimenus multituberculatus) — вид комах з родини Bradyporidae.

## Морфологічні ознаки
Довжина тіла (у самиці — не враховуючи довжини яйцекладу) 50–80 мм. Тіло масивне, округле. Бронзово-чорні з буро-жовтими плямами, які на черевці зливаються у 2 поздовжні смуги, іноді — суцільно-чорні, лише з двома поздовжніми жовтими смугами на першому тергіті черевця. Вусики щетинкоподібні, коротші за тіло. Ноги світлі. Передньоспинка з двома гострими кілями по боках та чотирма поздовжніми реберцями згори. Короткокрилі, надкрила у самця і самиці перетворені на органи стридуляції. Кінцівки ходильні, гомілки озброєні великими шипами і міцними шпорами. Яйцеклад короткий, шаблеподібний, довжиною 14-22 мм.

## Поширення
Ареал диз'юнктивний, зустрічається від Балкан до Передкавказзя. 
Один з двох видів у фауні України. В Україні відмічений у Степовій і на півдні Лісостепової зони (Черкаська, Харківська, Одеська, Херсонська, Донецька області) Останні достовірні знахідки — в 1902—1906 рр. в Одеській і Донецькій областях. Знахідка в 1989 р. в Канівському ПЗ потребує підтвердження.

## Особливості біології
Генерація чотирирічна, три з чотирьох років — ембріональна діапауза. Личинки з’являються в кінці квітня — на початку травня. Мають V віків, з них перші три проходять до кінця травня, личинки IV віку з'являються в кінці травня, V віку і імаго — на початку червня. Спів самців і парування починається в червні. Активність спостерігається вранці та надвечір. Яйця відкладаються у дернину в липні–серпні. Плодючість — 48–72 яйця по 6–8 штук у кладці. Фітофаги, іноді поїдають трупи комах. Зустрічається в цілинних степах або на старих перелогах, переважно в місцях з розчленованим рельєфом. Обирають ділянки з густим травостоєм та низькими чагарниками.

## Загрози та охорона
Загрози: розорювання цілини, сінокосіння, перевипас, обробка інсектицидами.
Необхідно виявити місця перебування виду в Україні. Пропонується реакліматизація виду у степових заповідниках.